# Aspidosperma australe
Aspidosperma australe är en oleanderväxtart som beskrevs av Müll. Arg.. Aspidosperma australe ingår i släktet Aspidosperma och familjen oleanderväxter. Inga underarter finns listade i Catalogue of Life.